# (8266) Bertelli
Pour les articles homonymes, voir Bertelli.
(8266) Bertelli est un astéroïde de la ceinture principale.

## Description
(8266) Bertelli est un astéroïde de la ceinture principale. Il fut découvert le 1er octobre 1986 à Bologne par l'observatoire San Vittore. Il présente une orbite caractérisée par un demi-grand axe de 2,32 UA, une excentricité de 0,15 et une inclinaison de 5,6° par rapport à l'écliptique.

## Compléments